# Velimir Chytil
Velimir Chytil (* 21. Juli 1925 in Koprivnica; † 9. April 2009 in Zagreb) war ein kroatischer Puppenspieler, Begründer eines Puppentheaters und Schauspieler.

## Leben
Chytil spielte am Puppentheater in Zagreb seit 1948 und gehörte zu den Initiatoren, die diese Kunstform für das Fernsehen adaptierten, das er 1951 mit einem ersten Stück belieferte. Neben seiner lange andauernden Karriere in diesem Bereich spielte er zahlreiche Rollen auf der Bühne und in einigen Filmen. Sein Name wird dabei unterschiedlich wiedergegeben, des Öfteren als Velimir Hitil.

## Filmografie (Auswahl)
- 1962: Der Schatz im Silbersee
- 1964: Winnetou 2. Teil
- 1990: Captain America